# Choshi Electric Railway
La Choshi Electric Railway Co.,Ltd. (銚子電気鉄道株式会社, Chōshi Denki Tetsudō Kabushiki-gaisha) est une compagnie de transport de passagers qui exploite une ligne de chemin de fer dans la préfecture de Chiba au Japon. Son siège social se trouve dans la ville de Chōshi.

## Histoire
Le chemin de fer Chōshi (銚子鉄道, Chōshi Tetsudō) est fondé le 10 octobre 1922 et rouvre l'ancienne ligne du chemin de fer touristique de Chōshi (銚子遊覧鉄道, Chōshi Yūran Tetsudō) le 5 juillet 1923. La compagnie prend son nom actuel en 1948.

## Ligne
La compagnie possède une ligne.
| Ligne                         | Nom japonais   | Terminus        | Longueur (km) | Gares |
| ----------------------------- | -------------- | --------------- | ------------- | ----- |
| Ligne Choshi Electric Railway | 銚子電気鉄道線 | Chōshi - Tokawa | 6,4           | 10    |

## Matériel roulant
La compagnie exploite des anciennes rames Keio rachetées à la compagnie Iyotetsu.

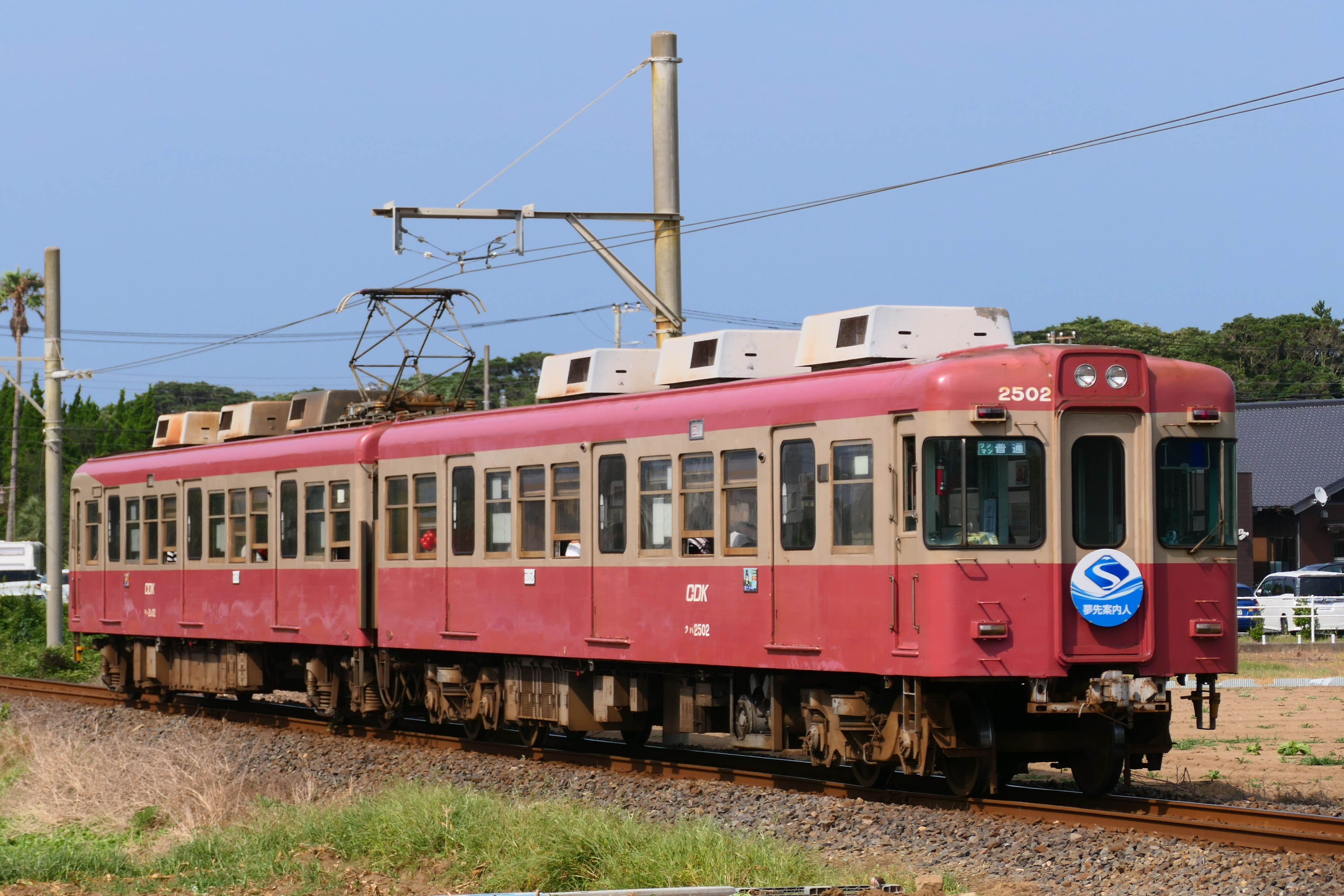
Série 2000 (ex-Keio série 2010)
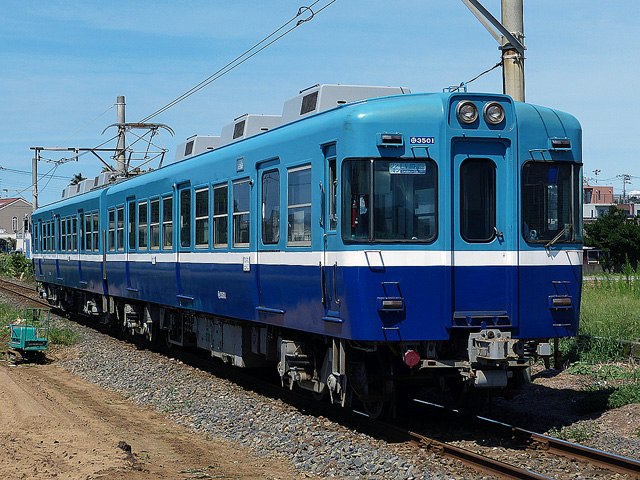
Série 3000 (ex-Keio série 5000)